# Sant Pere del Tarter

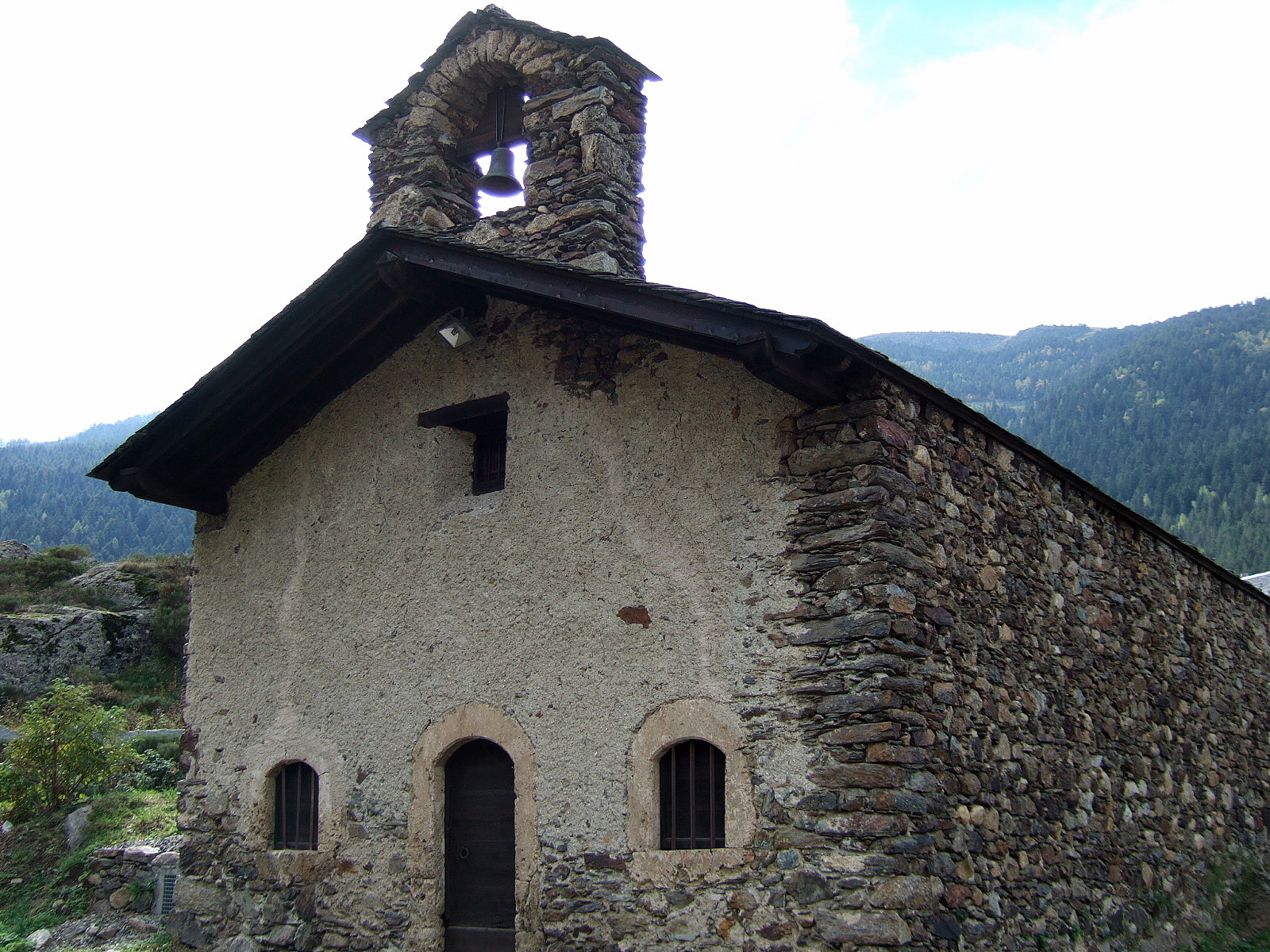

Sant Pere del Tarter ist eine historische Kirche in der Urbanisation von Tarter in der Gemeinde Canillo, Fürstentum Andorra.
Die Kirche wurde im 16. Jahrhundert erbaut. Die vom Bischof von Urgell, Joan Despés, erteilte Baugenehmigung stammt laut überlieferten Dokumenten vom 22. März 1527. Das Datum 1545 ist am Kirchengebäude eingraviert und entspricht wahrscheinlich der Fertigstellung der Arbeiten. Sant Pere del Tarter wurde 1966 restauriert und steht unter Denkmalschutz.